# Eupithecia confusata
Eupithecia confusata är en fjärilsart som beskrevs av Naufock 1915. Eupithecia confusata ingår i släktet Eupithecia och familjen mätare. Inga underarter finns listade i Catalogue of Life.